# Artlenburg

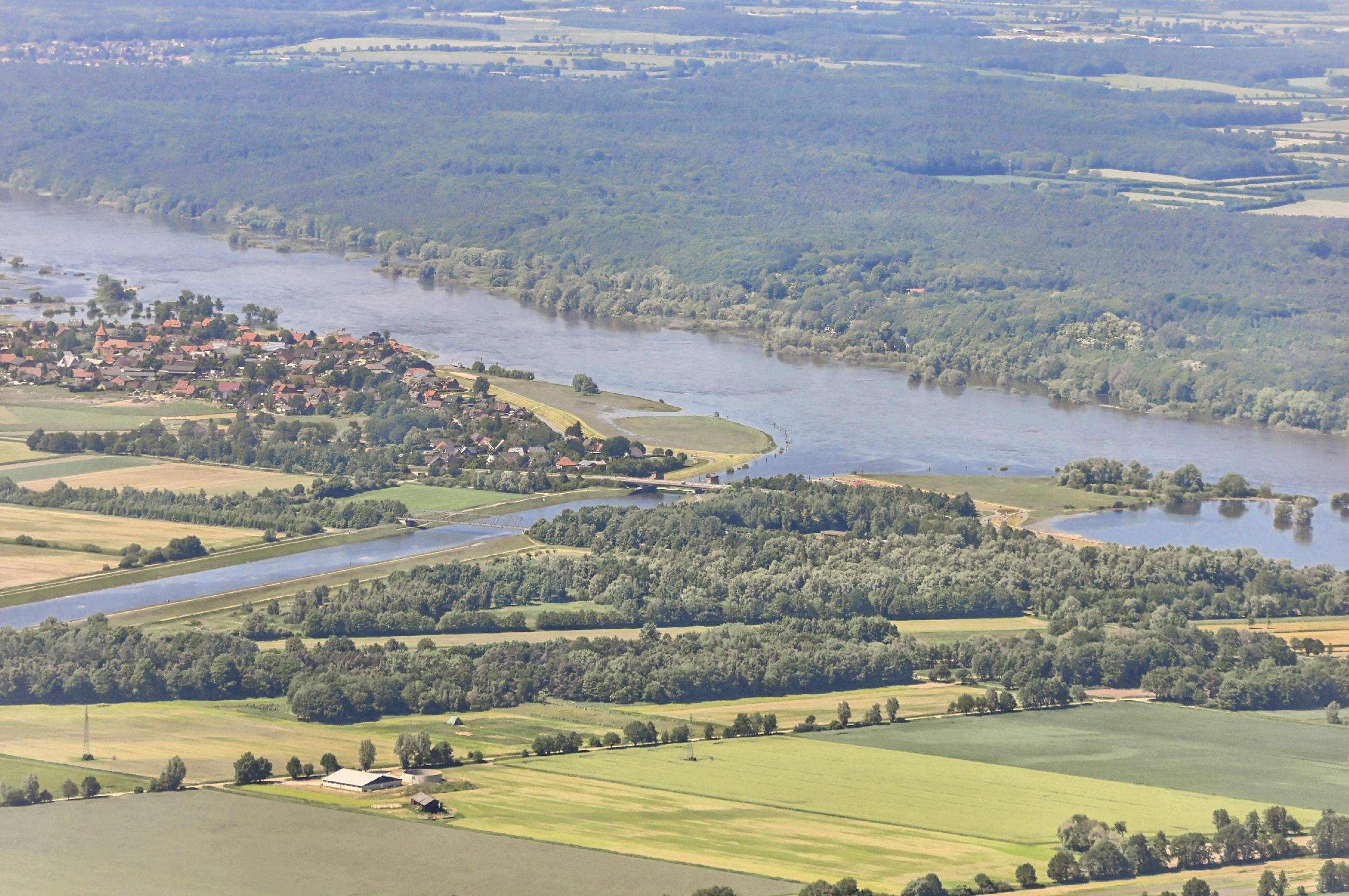
Artlenburg und die Mündung des Elbe-Seitenkanals in die Elbe

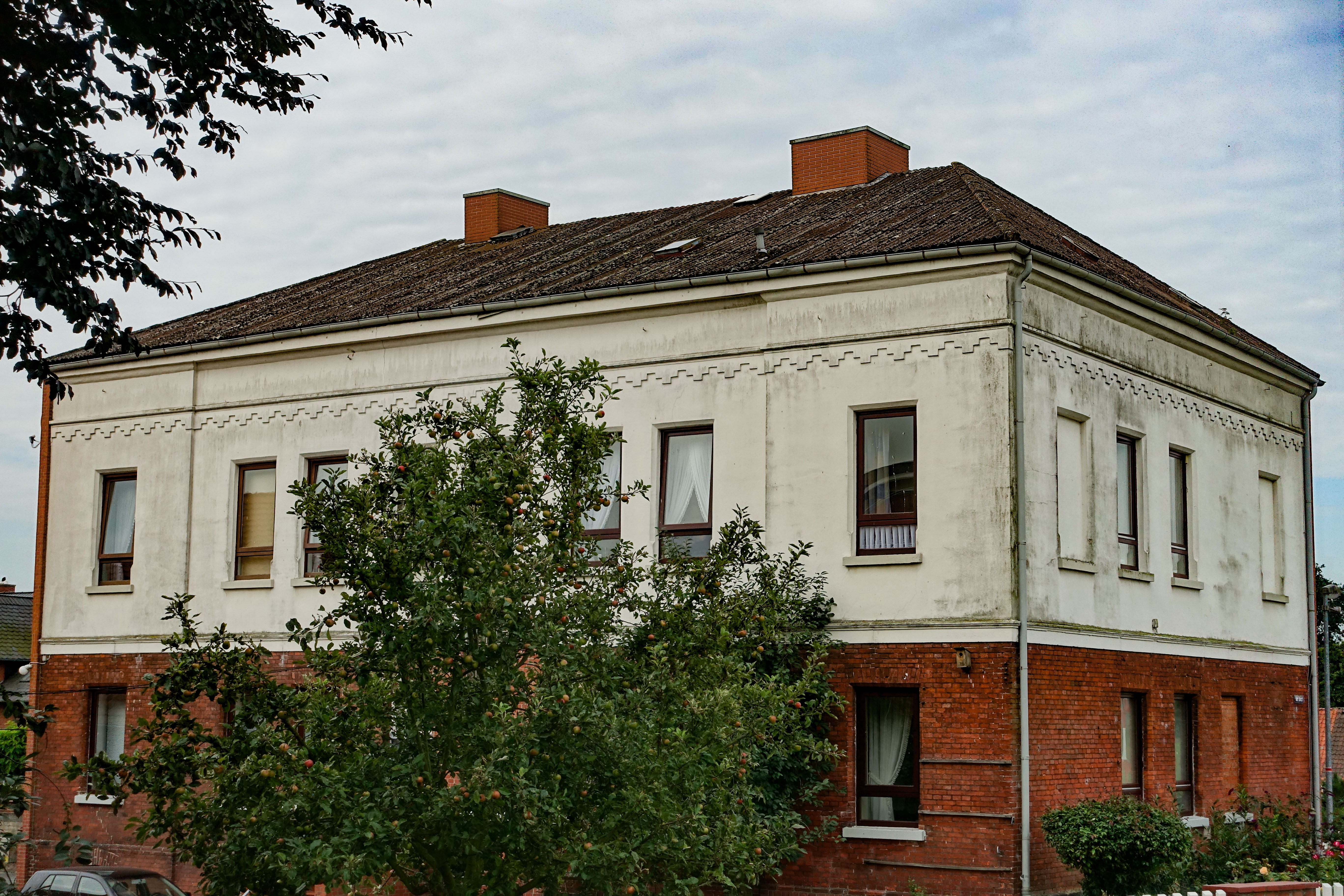
Das ehemalige Amtshaus in Artlenburg

Artlenburg ist ein Flecken im Landkreis Lüneburg in Niedersachsen.

## Geografische Lage
Artlenburg liegt westlich des Naturparks Elbufer-Drawehn direkt an der Elbe. Der Elbe-Seitenkanal mündet hier in die Elbe. Der Flecken gehört der Samtgemeinde Scharnebeck an, die ihren Verwaltungssitz in der Gemeinde Scharnebeck hat.

## Geschichte

### Anfänge
Der Name Artlenburg rührt von der auf dem gegenüberliegenden Ufer der Elbe liegenden Ruine der Ertheneburg her, die den Elbübergang der Alten Salzstraße von Lüneburg nach Lübeck sicherte; die Ruine gehört heute zur Gemeinde Schnakenbek. Abgeleitet ist der Name Ertheneburg von dem in der Nähe der heutigen Ortschaft Artlenburg befindlichen und noch im Jahr 1228 erwähnten, heute aber nicht mehr existierenden Fluss Erthene. Dem Namen Erthene (* Erth-ene), der vielleicht noch aus vorgermanischer Zeit stammt, könnte der indoeuropäische Gewässername * ard- zugrunde liegen. Wenn diese Deutung richtig ist, wäre das Gebiet um Artlenburg möglicherweise kontinuierlich seit der Steinzeit besiedelt im Gegensatz zum Gebiet des heutigen Kreises Herzogtum Lauenburg, das seit der Abwanderung germanischer Siedler um 500 n. Chr. unbesiedelt war bis zum Einzug der Slawen im 7. und 8. Jahrhundert n. Chr.
Frühere Ortsnamen von Artlenburg waren im 12. Jahrhundert Ertheneburg, Mitte des 12. Jahrhunderts Sifridum de Ertiniburch, 1137 Erteneburg und im 13. Jahrhundert Ertineburch mit der Variante Ertineburgh.
Der Ortsname Neu-Ertheneburg erscheint seit dem 13. Jahrhundert in den Jahren 1211 als prope nouam Ertenburc, 1543 in Ertellenborg und 1547 to Artlenborg. Der Flussname ist wie folgt belegt: 1137 Erthene, 1228 in palude Blekede determinatum est illos de Blekede protendi usque ad fluvium, qui Ertene (Variante: Erthene) nominatur, (1319–1330) (A. 16. Jahrhundert) in palude Blekede usque Ertheneborch. In alio registro habetur usque Otsene, (1312–1331) (A. 16. Jh.) in palude Blekede et usque Otene.
Durch das Artlenburger Privileg im Jahr 1161 wurden Streitigkeiten zwischen den deutschen und skandinavischen Kaufleuten gelöst, indem Lübecker Kaufleute den bisher im Ostseehandel dominierenden gotländischen Kaufleuten rechtlich gleichgestellt wurden. Dies bildete die Grundlage für die Ausbreitung der Hanse über die Ostsee.
In den Vorlesungen über die Geschichte des deutschen Volkes und Reiches von Heinrich Leo heißt es:
Der Dänenkönig Waldemar hatte bis zum J. 1206 ruhig des früher am deutschen Reiche begangenen Raubes genoßen. Otto's Stellung in Norddeutschland hatte ihn gedeckt. Mit einemmale griff er nun im J. 1206 Herzog Bernhard von Sachsen an, und zerstörte Artlenburg. – Im  Jahr 1211 war Artlenburg wieder aufgebaut.
Nach der Zerstörung der Ertheneburg am Nordufer der Elbe 1181 beziehen sich die Nennungen dieses Namens in den Schriftquellen in der Folgezeit auf das heutige Artlenburg am Südufer. 1186 wird dort eine Zollstätte für den Lübecker Handel erwähnt. Nach der Zerstörung durch Waldemar II. von Dänemark wird 1211  eine „novam Ertheneburg“ – neue Etheneburg – erwähnt. Offenbar ist die Burg wiederaufgebaut worden. 1258 ging Artlenburg an das Herzogtum Sachsen-Lauenburg. Ob in diesem Zeitraum hier eine Befestigung existierte, lässt sich aus den Schriftquellen nicht eindeutig ablesen. 1361 nahm Wilhelm II. von Braunschweig-Lüneburg den Lauenburger Herzögen die Burg ab, spätestens im Lüneburger Erbfolgekrieg (1371–1388) fiel sie aber wieder an Lauenburg zurück. 1438 verpfändeten die Herzöge das Schloss Artlenburg an die Stadt Lüneburg, das Pfand wurde aber bereits 1459 wieder eingelöst. 1615 wird das Schloss ein „fürstlich Steinhaus“ genannt. 1821 hat es nicht mehr existiert.
Die erste Burganlage im Bereich des heutigen Artlenburg stand sehr wahrscheinlich im Bereich der heutigen Kirche. Im Laufe des 13. Jahrhunderts ist sie wahrscheinlich in den Bereich des heute noch existenten Amtshauses aus dem Jahr 1843 am Elbdeich verlegt worden. Im Atlas vorgeschichtlicher Befestigungen in Niedersachsen ist die dortige Burgstelle noch eingezeichnet, das dortige Hochufer besitzt in diesem Bereich eine Ausbuchtung zur Elbe hin. Ein Ritter aus Artlenburg, Reinhold, war kurzzeitig der eingesetzte Graf von Stade.

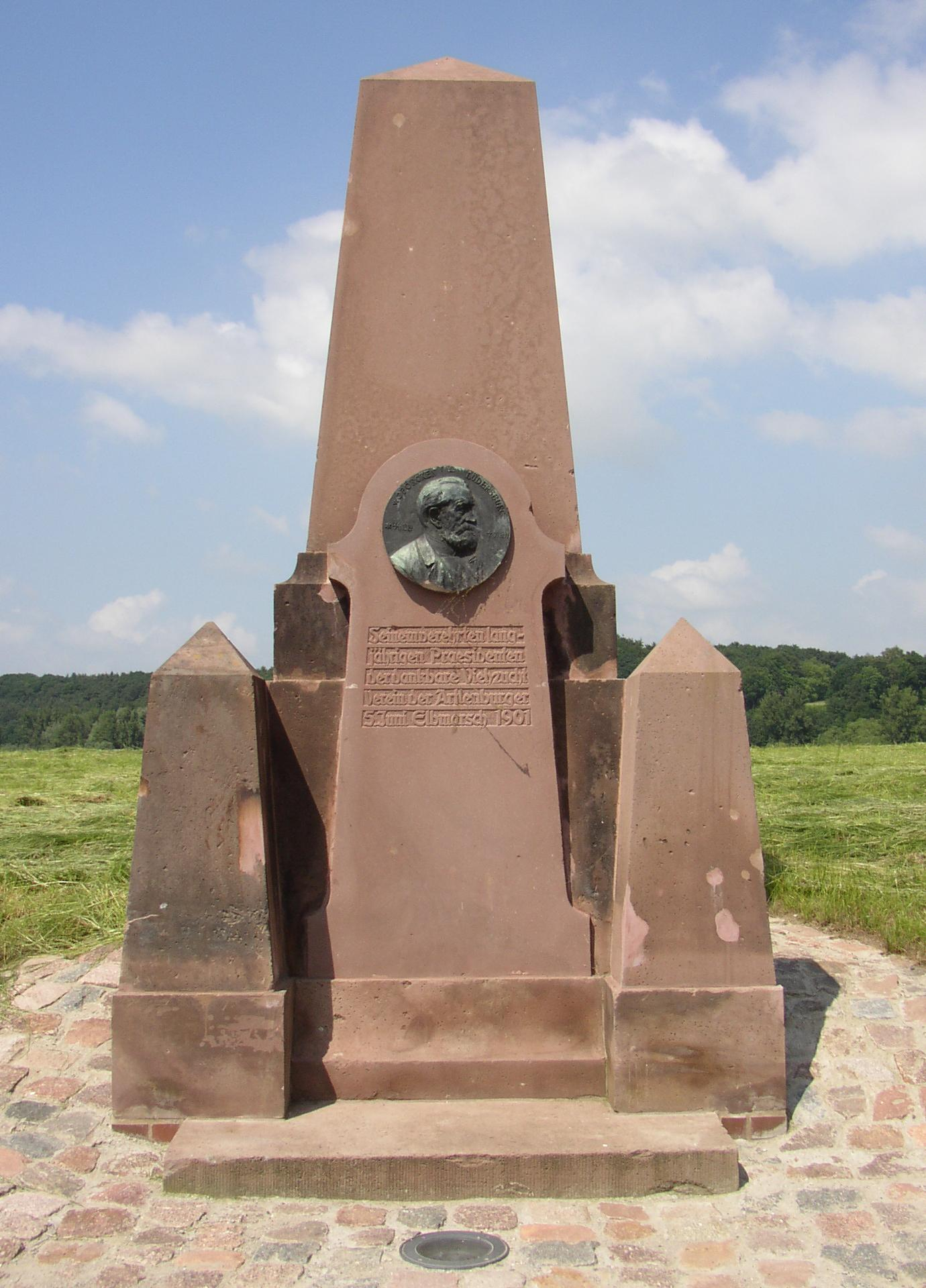
Denkmal auf dem Elbdeich

### Im 19. Jahrhundert
Das französische Hauptheer zwang den kommandierenden hannoverschen Feldmarschall Reichsgraf Johann Ludwig von Wallmoden-Gimborn zum Abschluss des Vertrages von Artlenburg am 5. Juli 1803, infolgedessen das hannoversche Heer sich weitgehend auflöste. Ein Teil der unterlegenen hannoverschen Truppen entzogen sich über das nördlich der Elbe gelegene, damals noch zu Kur-Hannover gehörende Herzogtum Sachsen-Lauenburg der Entwaffnung durch die Franzosen und gingen nach England, wo sie die King’s German Legion bildeten. In der Konvention von Artlenburg kapitulierte 1803 das Kurfürstentum Hannover gegenüber der Armee Napoleons. Die Konvention von Artlenburg machte die Franzosen zu Herren des Landes.
In Artlenburg wurden am 23. April 1821 insgesamt 63 Wohnhäuser nebst Nebengebäuden durch eine Brandkatastrophe eingeäschert. Dies wird im vierten Band des „Vaterländischen Archivs“ von 1821 ausführlich beschrieben.

### Zweiter Weltkrieg
Am Ende des Zweiten Weltkriegs wurde Artlenburg durch die Briten befreit.
Am 29. April 1945 setzten britische Truppen mit gepanzerten Fähren und Schwimmpanzern von Artlenburg auf das gegenüberliegende Elbufer über. Bei Schnakenbek am Glüsinger Grund richteten sie einen Brückenkopf ein. Noch am Vormittag wurde Lauenburg eingenommen. Bis zum Abend wurden Pontonbrücken errichtet und die britischen Truppen stießen weiter nach Krüzen, Lütau und Basedow vor.

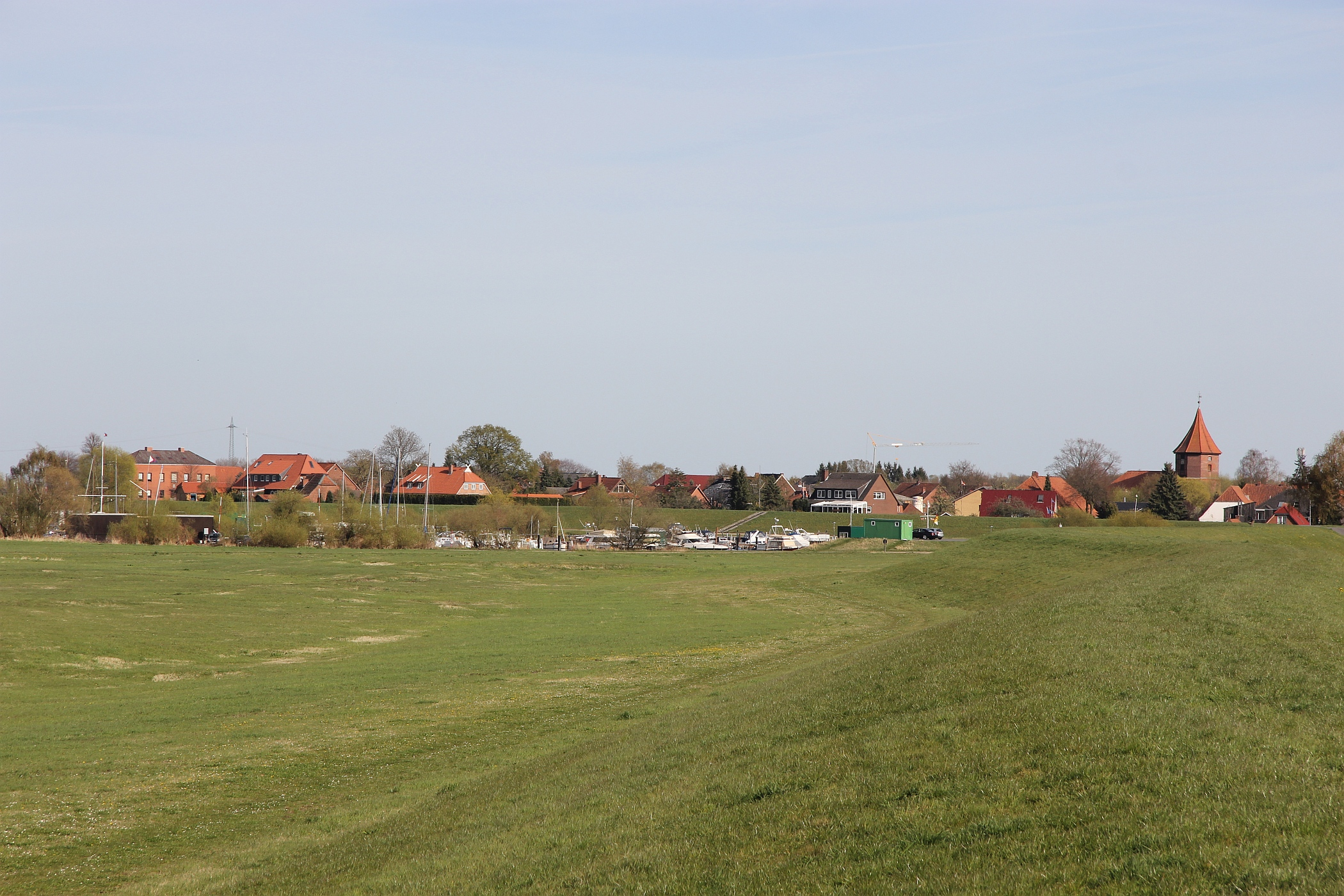
Artlenburg im Jahr 2015

### Seit der Nachkriegszeit
Die Elbfähre Schnakenbek–Artlenburg stellte 1964 ihren Betrieb ein.
Mit Blick auf die geschichtlichen Ereignisse des Jahres 1945, der Elbquerung sowie ihrer Folgen, bekräftigten 1977, 1997 und 2017 das deutsche Panzerpionierbataillon 130 sowie das britische 28th Amphibious Engineer Regiment ihre seit den 1970er Jahren vereinbarte Partnerschaft durch eine Übung, bei der sie temporär eine amphibische Brücke bei Artlenburg über die Elbe nach Schnakenbek einrichteten.

## Politik
Der Flecken Artlenburg gehört zum Landtagswahlkreis 48 Elbe und zum Bundestagswahlkreis 38 Lüchow-Dannenberg–Lüneburg.

### Rat
Der Rat des Fleckens Artlenburg setzt sich aus elf Mitgliedern zusammen. Die Ratsmitglieder werden durch eine Kommunalwahl für jeweils fünf Jahre gewählt.
Die vergangenen Kommunalwahlen ergaben die folgenden Sitzverteilungen:
| Wahljahr | CDU | SPD | Grüne | FDP | Gesamt   |
| 2021     | 6   | 3   | 1     | 1   | 11 Sitze |
| 2016     | 7   | 4   | 0     | 0   | 11 Sitze |
| 2011     | 7   | 4   | 0     | 0   | 11 Sitze |
| 2006     | 6   | 5   | 0     | 0   | 11 Sitze |
| 2001     | 6   | 4   | 1     | 0   | 11 Sitze |

### Bürgermeister
Ehrenamtlicher Bürgermeister ist mit Stand 2017 Rolf Twesten.

### Wappen
Auf dem Wappen ist der Kirchturm der Artlenburger St.-Nicolai-Kirche abgebildet. Der Kirchturm wurde in der Zeit der ersten Jahrtausendwende aus unbehauenen Feldsteinen errichtet und diente ursprünglich wohl als Teil einer Wehranlage zur Sicherung des Elbüberganges.

### Museen
- Heimatmuseum, mit Ausstellungsstücken aus der Region

### Bauwerke

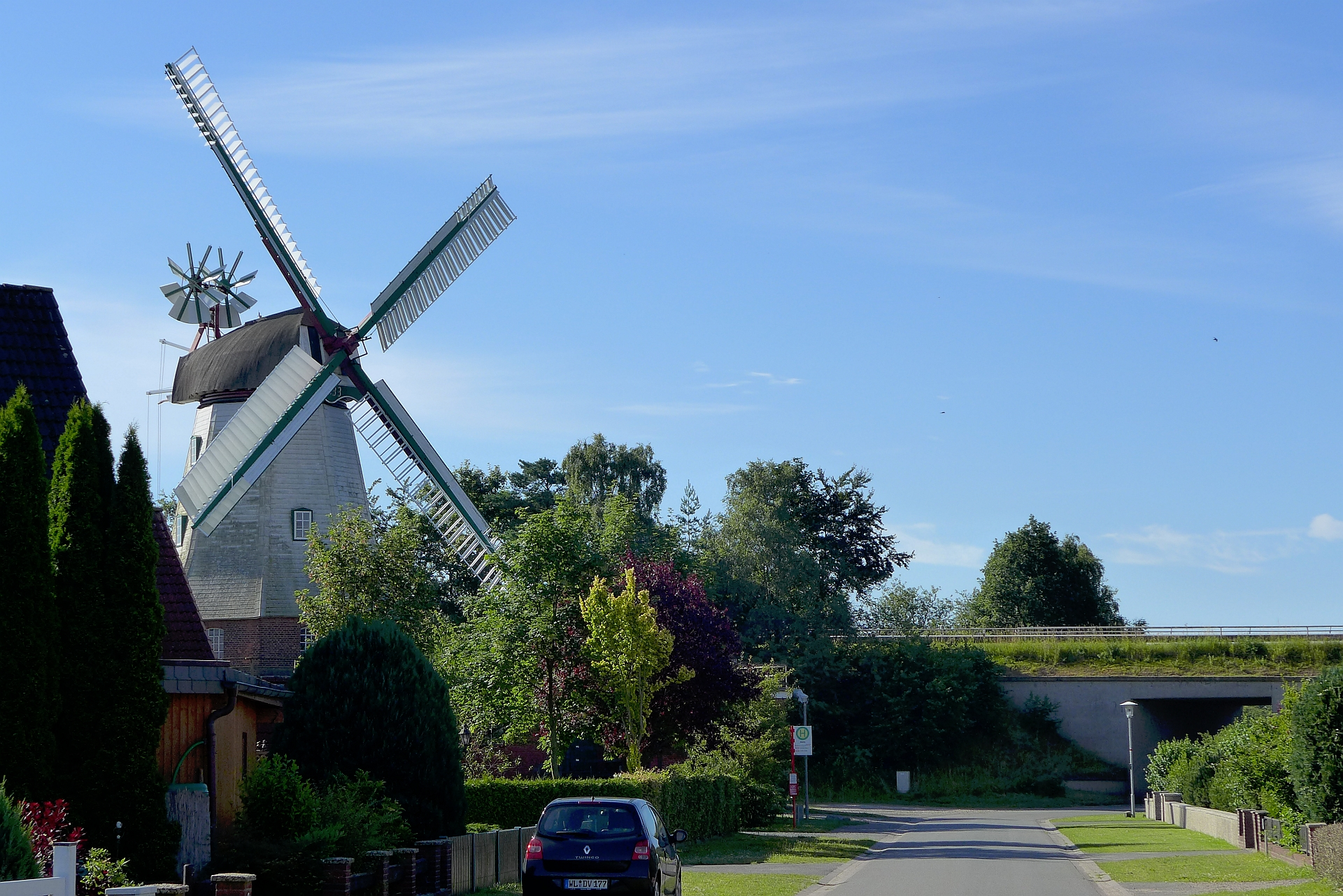
Die Holländermühle in Artlenburg

- Holländermühle

## Verkehr
Die B 209 Lüneburg – Lauenburg berührt das Gemeindegebiet von Artlenburg.

## Sonstiges
In Artlenburg wurde der Architekt Ernst Moeller (1858–1936) geboren.